# Parque natural Blidinje
El Parque natural Blidinje (en bosnio: Park prirode Blidinje) es el nombre que recibe un área protegida con el estatus de parque natural en el país europeo de Bosnia y Herzegovina, establecido el 30 de abril de 1995.
Es un amplio valle, 3-5 km de longitud, situado a una altitud de 1.150-1.300 metros sobre el nivel del mar, entre las montañas Cvrsnica y Vran con una superficie total de 364 km² y abarcando 3 municipios de Posusje, Tomislavgrad y Jablanica. Al Norte - Noroeste esta la montaña Vran con su pico más alto de 2.074 metros snm mientras que en el Sur - Sudeste esta la montaña Cvrsnica con su pico más alto a 2.228 metros snm, al Sur esta la montaña Čabulja con su pico más alto a 1.786 metros de altitud, en el Norte - Noreste esta el río Doljanka y en el Oriente esta el valle de Grabovica que se extiende hasta el río Neretva.